# ويليام راندال
ويليام راندال (بالإنجليزية: William Randall)‏ (1823 بإنجلترا في المملكة المتحدة - 17 فبراير 1877 في المملكة المتحدة) هو لاعب كريكت بريطاني (وحمل سابقاً جنسية المملكة المتحدة لبريطانيا العظمى وأيرلندا). لعب مع نادي مقاطعة ساسكس للكركيت ‏.

## وصلات خارجية
- ويليام راندال على موقع إي آس بي آن كريك إنفو (الإنجليزية)